# Sepp Folger
Sepp Folger (* 16. Februar 1922 in Vagen, Feldkirchen-Westerham, Bayern; † 13. März 2013 in Bruckmühl) war ein deutscher Skirennläufer. Er gewann 1950 als erster Deutscher den Hahnenkammslalom in Kitzbühel.

## Leben und Karriere
Sepp Folger wurde im Schloss Vagen geboren und wuchs in Thalham in der Gemeinde Bruckmühl auf.
Er startete für den heimischen Sportverein. Im Winter 1946/47 gründete er gemeinsam mit seinen Sportkameraden Alois Lechner, Vigil Niedermaier, Hansl Penzenstadler, Georg Praßberger und dem langjährigen Schriftführer Hans Praßbeger die Wintersportsparte des seit 1911 bestehenden Vereins. Seine Trainings absolvierte er oft auf einer 12 bis 15 Meter hohen Anhöhe in Bruckmühl oder – nach Anreise mit dem Fahrrad – auf dem Wendelstein. Zu den Olympischen Winterspielen in St. Moritz durfte er aufgrund des kollektiven Ausschlusses deutscher Athleten nicht antreten. Im Januar 1950 feierte er den größten Erfolg seiner Karriere und gewann nach zweimaliger Laufbestzeit mit Startnummer 30 den Slalom auf dem Ganslernhang. Er war damit der erste und für weitere 13 Jahre einzige deutsche Sieger im Rahmen der prestigeträchtigen Skirennen in Kitzbühel.
Später arbeitete der Landwirt Folger als Trainer und stand Skiherstellern bei der Entwicklung neuer Modelle beratend zur Seite. Er war ab 1957 mit der ehemaligen deutschen Ski-Jugendmeisterin Christl Meier verheiratet, mit der er zwei Kinder hatte. Seine Tochter Daniela war ebenfalls als Skirennläuferin aktiv und startete im Europacup.
Kurz nach einer Herz-Operation starb Sepp Folger im März 2013 im Alter von 91 Jahren an den Folgen eines Unfalls. Er wurde unter großer Anteilnahme im Beisein zahlreicher Persönlichkeiten, darunter Franz Beckenbauer und Erich Ribbeck, beigesetzt. Das Oberbayerische Volksblatt bezeichnete ihn in einem Nachruf als „Kultfigur aus Thalham“.

## Erfolge
- 1. Platz Hahnenkammslalom 1950